# Jeld-Wen
Jeld-Wen ist ein US-amerikanisches Unternehmen mit 100 Divisionen und 21.000 Mitarbeitern in Amerika, Europa, Asien und Australien. Die Geschäftsfelder umfassen Fenster, Innen- und Außentüren sowie verwandte Bauprodukte.

## Geschichte
Im Jahr 1960 kaufte Richard Wendt mit vier Geschäftspartnern ein Sägewerk in der Stadt Klamath Falls im südlichen Oregon. Mit 15 Mitarbeitern begann das Unternehmen mit der Türenproduktion. Nach dem Tod von Wendt im Jahr 2010 verkaufte das privat geführte Unternehmen für 864 Millionen US-Dollar 58 Prozent seiner Anteile an die kanadische Investmentfirma Onex.
Im Jahr 1993 trat Jeld-Wen in den europäischen Markt ein.
Klamath Falls, Oregon, ist der weltweite Hauptsitz. Seit 2012 ist in Charlotte, North Carolina, der neue nordamerikanische Hauptsitz des Unternehmens.

## Geografische Verbreitung
In Amerika ist Jeld-Wen in den Vereinigten Staaten, Kanada und Chile tätig. In Indonesien und Malaysia sitzen die asiatischen Tochtergesellschaften des Unternehmens. Die Marken Stegbar, Regency, William Russell, Corinthian Doors und Airlite stehen in Australien hinter Jeld-Wen.
In Europa betreibt Jeld-Wen 30 Produktionswerke in 12 Ländern, davon je zwei in Deutschland und Österreich, sowie eines in der Schweiz. Der Konzern beschäftigt in Europa 6.000 Mitarbeiter. Der europäische Hauptsitz ist im dänischen Løgstør. Die Produktionsstandorte in Deutschland befinden sich in Oettingen, Mittweida, Emsdetten und Brilon.

## Namensherkunft
In den 1930er Jahren kaufte Lester Wendt einen kleinen Bauernhof außerhalb von Dubuque, Iowa, als Rückzugsort für die Familie. Um einen Namen für den Hof zu finden, wurde ein Familienwettbewerb abgehalten. Dabei kam Dick’s Cousine Jeanette Coughlin auf den Namen Jeld-Wen, ein Akronym für den Namen Dick und seine unmittelbare Familie (Schwester, Mutter und Vater) und eine verkürzte Version von Wendt.